# 언셀러
《언셀러》(영어: Good People)는 2014년 공개된 미국 등의 영화이다.

## 출연

### 주연
- 제임스 프랭코
- 케이트 허드슨
- 오마르 시
- 톰 윌킨슨
- 샘 스프룰

### 조연
- 마이클 폭스
- 애나 프리얼
- 디어머드 머태그
- 프랜시스 머기
- 마이클 집슨
- 다이애나 하드캐슬
- 올리버 딤즈데일
- 래스코 앳킨스
- 나이절 제니스
- 어맨다 에드워즈
- 토머스 아놀드
- 마틴 와일드
- 애닉 위겟

## 기타
- 공동제작: 숀 윌런
- 조감독: 마크 고더드
- 미술: 케이브 퀸
- 미술: 팀 블레이크
- 세트: 니브 콜터
- 시각효과: 어번 포스버그
- 시각효과: 알렉산더 턴스트랜드
- 분장팀: 내나 피셔
- 분장팀: 매슈 스미스
- 의상: 키스 매든
- 배역: 섀힌 베이그